# Мируша (река)
Мируша је река која се налази у Србији, на Косову и Метохији. Слив реке се налази у централном делу покрајине, на источној страни Метохијске равница. Мируша је лева притока Белог Дрима и дуга је 37 км.
Река Мируша је посебно позната по слаповима, који су популарна туристичка дестинација.